# جائحة فيروس كورونا في النمسا

Covid-19 - حالات النمسا لكل 100 ألف (في غضون 14 يومًا)

## خلفية
في 12 يناير 2020، أكدت منظمة الصحة العالمية عن ظهور فيروس كورونا المستجد كسبب للمرض التنفسي الذي أصاب مجموعة من الأشخاص في مدينة ووهان، مقاطعة خوبي، الصين، إذ أُبلغ عنهم إلى منظمة الصحة العالمية في 31 ديسمبر 2019. كانت نسبة الوفيات بين الحالات المُشخصة بكوفيد-19 أقل بكثير من جائحة فيروس سارس في عام 2003، لكن انتقال العدوى كان أكبر، والوفيات أيضًا.

## الجدول الزمني
في 27 فبراير 2020، كان رجل يبلغ من العمر ٢٤ عاماً في فيينا في مستشفى Krankenanstalt Rudolfstiftung لمدة 10 أيام مع أعراض الأنفلونزا قبل أن يكون اختباره إيجابيًا لـ SARS-CoV-2. ثم تم نقله إلى مستشفى قيصر فرانز جوزيف.
في 15 مارس 2020، تم الإعلان عن حظر التجمعات العامة لأكثر من خمسة أشخاص، وطلبت الحكومة من المطاعم الإغلاق في تاريخ 17 مارس. بالإضافة إلى ذلك، أعلن غونتر بلاتر، حاكم ولاية تيرول، عن إغلاق لمدة أسبوع واحد للمقاطعة بأكملها. اضطر جميع سكان تيرول البقاء في منازلهم باستثناء الأسباب الضرورية مثل شراء الطعام أو الدواء، أو زيارة الطبيب أو سحب النقود والخ.
اعتبارًا من 16 مارس 2020، لا يمكن ترك المنازل على الصعيد الوطني في النمسا، إلا لأحد الأسباب التالية:
1. الأنشطة المهنية اللازمة على وجه السرعة.
2. المشتريات الضرورية (البقالة أو الأدوية).
3. مساعدة الآخرين.
4. الخروج للمشي، وحيداً أو بصحبة أشخاص يعيشون في نفس المنزل.

وذكر المسؤولون أن هذه القيود تنفذها الشرطة بنشاط.

## الإحصاء
حتى 19 مارس 2020، الساعة 14:30 مساءً، كان هناك بين 1800 حالة مؤكدة في النمسا، توفي ستة منهم رسميًا، وتم شفاء تسعة.

## تدابير الوقاية
بالإضافة إلى عمليات التفتيش على الحدود، حظرت النمسا جميع الوافدين من إيطاليا، ومقاطعة خوبي الصينية، وإيران، وكوريا الجنوبية، باستثناء أولئك الذين لديهم شهادة طبية لا يزيد عمرها عن أربعة أيام تؤكد أنهم لم يتأثروا بالفيروس.

## وصلات خارجية
- الحالات العالمية لفيروس كورونا والبيانات التاريخية لجامعة جونز هوبكنز
- الفيروس التاجي: Erster Todesfall في Österreich